# Bulgarus
Bulgarus est un juriste italien du Moyen Âge. 

## Biographie
Né à la fin du XIe siècle, très probablement à Bologne, mort dans cette ville le 1er janvier 1166, il fut professeur de droit romain à Bologne, l'un des maîtres les plus influents de l'école des « glossateurs ».

## Carrière
Il fut l'un des « quatre docteurs » supposés avoir été les disciples directs d'Irnerius, fondateur de la première école de droit romain de Bologne vers 1085 (avec Martinus Gosia, Jacobus de Boragine et Hugo de Porta Ravennate). D'après une anecdote sans doute légendaire rapportée par l'historien contemporain Othon Morena (Historia Laudensis), Irnerius, sur son lit de mort, aurait célébré en deux vers les mérites de ses disciples et désigné son successeur : « Bulgarus Os aureum, Martinus Copia legum,/ Mens legum est Hugo, Jacobus id quod ego ». Ce surnom d'Os aureum (traduction du grec Chrysostomos, c'est-à-dire « Bouche d'Or ») resta ensuite à Bulgarus dans la tradition de l'Université de Bologne.
Peu de choses sont connues de sa vie, sinon qu'il se maria deux fois et eut deux fils de sa première femme. Parallèlement à son activité d'enseignement, il était aussi, comme ses trois collègues, avocat (causidicus) et conseil juridique, assesseur au tribunal du podestat. Sa maison fut acquise après sa mort par la Commune de Bologne et devint le siège des podestats. Mais les « quatre docteurs » sont surtout connus historiquement pour avoir été les conseillers juridiques de l'empereur Frédéric Barberousse, qui les rencontra dès son premier voyage en Italie en 1155 et dont ils défendirent, au nom du droit romain, le statut d'héritier de la plenitudo potestatis des empereurs romains. Les « quatre docteurs » furent chargés de la rédaction des constitutions impériales adoptées pendant la diète de Roncaglia (novembre 1158, notamment la constitution De regalibus). Ils obtinrent aussi de l'empereur la promulgation de l'Authentica Habita, première charte des libertés universitaires dans l'Europe médiévale.
Dans la tradition des juristes de Bologne s'opposèrent ensuite l'école de Bulgarus (les « Bulgaristes ») et celle de Martinus Gosia (les « Martiniens » ou Gosiani). Bulgarus était considéré comme le tenant exclusif du droit romain et de l'application rigoureuse des règles écrites de droit, en face de Martinus qui admettait d'autres sources juridiques et s'appuyait sur une notion souple d'équité. Ce sont les « Bulgaristes » qui eurent toujours une influence prépondérante dans l'Université de Bologne, et c'est de Bulgarus que se réclamaient les principaux « glossateurs » des générations suivantes (Azon, Accurse, Odofrède). Les tombeaux des deux antagonistes, Bulgarus et Martinus, se font face dans l'église Saint-Procule.

## Œuvre
En dehors de son abondante production de gloses sur toutes les parties du Corpus juris civilis, Bulgarus est l'auteur d'un commentaire sur le titre De regulis juris antiqui du Digeste (recueil d'opinions et sentences de juristes antiques), composé avant 1141 et enrichi ensuite par des additiones de Placentin. On conserve aussi un traité intitulé De judiciis ou De arbitriis (publié en 1530 par Nicolaus Rhodius avec le troisième livre du De actionum varietatibus de Placentin), et quatre summulæ qui sont en fait des gloses particulièrement développées sur des paragraphes ou rubriques du Digeste. Il existe aussi des recueils de quæstiones disputatæ de Bulgarus, transmises par des notes d'étudiants (reportationes), dont le plus ancien, publié par Hermann Kantorowitz, est intitulé Stemma bulgaricum (stemma au sens de « guirlande »).

## Édition
- Hermann Kantorowitz et William Warwick Buchland, Studies in the Glossators of the Roman Law : Newly Discovered Writings of the 12th Century, Cambridge, Cambridge University Press, 1938 (réimpr. 1981).
- Friedrich Wilhelm Konrad Beckhaus (éd.), Bulgari Ad digestorum titulum de diversis regulis juris antiqui commentarius et Placentini Ad eum additiones sive exceptiones, Francfort-sur-le-Main, Minerva, 1967.

## Hommage
L' église de Santa Maria dei Bulgari, à Bologne (Italie), tire son nom de Bulgarus.